# Microrégion d'Aragarças
 (février 2025).
Si vous disposez d'ouvrages ou d'articles de référence ou si vous connaissez des sites web de qualité traitant du thème abordé ici, merci de compléter l'article en donnant les références utiles à sa vérifiabilité et en les liant à la section « Notes et références ».
La microrégion d'Aragarças est l'une des trois microrégions qui subdivisent le nord-ouest de l'État de Goiás au Brésil.
Elle comporte 7 municipalités qui regroupaient 53 561 habitants en 2006 pour une superficie totale de 11 054 km2.

## Municipalités[1]
- Aragarças
- Arenópolis
- Baliza
- Bom Jardim de Goiás
- Diorama
- Montes Claros de Goiás
- Piranhas